# Огорєлля (присілок)
Огорєлля (рос. Огорелье) — присілок в Новгородському районі Новгородської області Російської Федерації.
Населення становить 23 особи. Входить до складу муніципального утворення Тьосово-Нетильське сільське поселення.

## Історія
Від 2004 року входить до складу муніципального утворення Тьосово-Нетильське сільське поселення.

## Населення
| 2010 |
| ---- |
| 23   |